# Lê Quang Trường
Lê Quang Trường (12 tháng 6 năm 1923 – 7 tháng 9 năm 1999) là quan chức và chính khách người Việt Nam, từng giữ chức Tổng trưởng Bộ Tài chánh Việt Nam Cộng hòa cuối cùng.

## Tiểu sử
Lê Quang Trường sinh ngày 12 tháng 6 năm 1923 tại làng Điều Hòa, tỉnh Mỹ Tho, Nam Kỳ, Liên bang Đông Dương.
Hồi còn trẻ ông từng thi đậu bằng luật trường Trường Thuế Quốc gia Pháp. Rồi còn được đào tạo tại chức tại Bộ Tài chính Pháp và dẫn đầu phái đoàn Việt Nam Cộng hòa sang Mỹ khảo sát vào năm 1967. Dưới thời Đệ Nhị Cộng hòa, ông kế nhiệm Châu Kim Nhân lên làm Tổng trưởng Bộ Tài chánh cuối cùng từ tháng 11 năm 1974 đến tháng 4 năm 1975,
Sau biến cố 30 tháng 4 năm 1975, do là công chức chế độ cũ nên ông bị chính quyền cộng sản đưa đi học tập cải tạo, mãi về sau mới được trả tự do và sang Pháp định cư cho đến khi qua đời tại Strasbourg, Bas-Rhin vào ngày 7 tháng 9 năm 1999.